# Xã Middleton, Quận Wood, Ohio
Xã Middleton (tiếng Anh: Middleton Township) là một xã thuộc quận Wood, tiểu bang Ohio, Hoa Kỳ. Năm 2010, dân số của xã này là 4.454 người.